# P9M
A P9M a Fegyver- és Gázkészülékgyár (FÉG) 9 mm-es félautomata pisztolya. Ventilációs célzósínnel ellátott változata az FP9. Külföldön PJK–9HP típusjellel is forgalmazták.
A pisztolyt 1971-ben tervezte Kameniczky József a FÉG-nél. Szerkezeti kialakításában és működésben a belga FN Browning Hi-Power (más jelzéssel GP–35) pisztolyának 1960-as években gyártott változatán alapul. A hasonlóság olyan nagy, hogy egyes alkatrészek csereszabatosak a két fegyver között. Magyarországon a fegyveres erőknél és szerveknél nem rendszeresítették, önvédelmi fegyverként azonban elterjedt.
Egyeslövések leadására alkalmas, öntöltő, rövid csőhátrasiklású maroklőfegyver. A csövet a csőfaron és a szánon kialakított, egymásba illeszkedő hornyok reteszelik (Browning-féle reteszelés). Az elsütés után a szán és a cső együtt kezd hátrafelel siklani. A csőfaron kialakított ferde szakáll a tokban elhelyezett csapban ütközik. A kényszerpályán mozgó csőfar lebillen, a cső kireteszelődik, a szán pedig a megakasztott cső nélkül siklik tovább hátsó helyzetébe. A helyretoló rugó a cső alatt helyezkedik el. Mind a szán, mind a tok acélból készült, felületük barnított. Külső kakasos megoldású, nem revolverező típusú, az elsütőerő nem állítható. A markolatban elhelyezkedő tár kétsoros, 13 darab lőszert fogad be. A tárkioldó a bal oldalon, a markolat sátorvas mögötti részén található. A markolathéj az eredeti példányoknál fából készült. A szánakasztó a bal oldalon kapott helyet. Az utolsó lőszer kilövése után a szán hátsó helyzetben marad. A pisztolynál elhagyták a GP–35-nél alkalmazott markolatbiztosítót, helyette a pisztoly tárbiztosítót kapott. Ez a megoldás a használat során azonban nem vált be, ezért a FÉG későbbi modelljeinél már nem alkalmazták. A fegyvertok bal oldalán, hátul helyezték el a biztosítókart. Felfele elfordítva a biztosító rögzíti a szánt, valamint blokkolja a felhúzott kakast. (Passzív ütőszegbiztosítással azonban nem rendelkezik.)
Az 1975-ben megjelent FP9 konstrukciós kialakításában és működésben megegyezik a P9M típussal. Legjellemzőbb különbség a szán felső részén elhelyezett ventilációs célzósín, melyért a tervező, Kameneczky József szabadalmi oltalmat is kapott. A ventilációs célzósín a nézőke és acélgömb között elhelyezett perforált léc. Ezzel a megoldással a lövés során felmelegedő levegő okozta vibrálást akarták kiküszöbölni a jobb célzás érdekében. A megoldás ugyan újszerű volt, de gyakorlati jelentősége érdemben nincs. A lövés során legjobban a cső melegszik fel, az eleve mozgó szán a pisztoly használata során nem ér el olyan magas hőmérsékletet, hogy a levegővibrálás ténylegesen zavaró lenne. További különbség a két modell között az FP9 szánjának szögletes kialakítása, míg a P9M szánjának felső része lekerekített. Ugyancsak eltérés van a két modell kakasa között. A P9M kakasa kisméretű, lekerekített, míg az FP9-é hosszabb, hátranyúló.